# Municipio de Stanton (Iowa)
El municipio de Stanton (en inglés: Stanton Township) es un municipio ubicado en el condado de Plymouth en el estado estadounidense de Iowa. En el año 2010 tenía una población de 352 habitantes y una densidad poblacional de 3,83 personas por km².

## Geografía
El municipio de Stanton se encuentra ubicado en las coordenadas 42°41′31″N 96°9′18″O / 42.69194, -96.15500. Según la Oficina del Censo de los Estados Unidos, el municipio tiene una superficie total de 91.97 km², de la cual 91,97 km² corresponden a tierra firme y (0 %) 0 km² es agua.

## Demografía
Según el censo de 2010, había 352 personas residiendo en el municipio de Stanton. La densidad de población era de 3,83 hab./km². De los 352 habitantes, el municipio de Stanton estaba compuesto por el 97,73 % blancos, el 0,28 % eran asiáticos, el 1,14 % eran isleños del Pacífico, el 0,85 % eran de otras razas. Del total de la población el 1,42 % eran hispanos o latinos de cualquier raza.